# Playa de Eagle
La Playa de Eagle (o Eagle Beach) es una playa y un barrio de la ciudad de Oranjestad, en la isla caribeña de Aruba. El barrio es famoso por sus numerosos complejos de baja altura y su amplia playa pública. Es de arena blanca y suave y ha sido calificada como una de las mejores playas del mundo. Es una de las dos playas de Aruba con zona nudista (la otra es la llamada Beach Baby).